# Affaires courantes
 (décembre 2024).
Les affaires courantes sont les affaires qu'une autorité désinvestie de ses fonctions peut, dans l'attente de la nomination de son successeur, expédier sans s'exposer au grief d'incompétence.
Le terme est le plus souvent utilisé pour parler d'un gouvernement qui vient de démissionner en attendant qu'un nouveau gouvernement soit formé.

## Définition
La notion "d'affaires courantes" désigne à la base l'ensemble des tâches, affaires, décisions que peut prendre l'autorité sans avoir besoin de ses pleines prérogatives. Cette définition est plutôt large et vague, et la notion d'affaires courantes n'est guère délimitée clairement, relevant plus de l'expérience politique et de la coutume que du droit et de la législation. Néanmoins, le professeur de droit Francis Delpérée donne trois catégories d'affaires relevant des affaires courantes:
- Les affaires quotidiennes nécessaires au fonctionnement ininterrompu de ladite autorité. Par exemple, un ministère en affaires courantes peut tout à fait payer ses factures aux fournisseurs, mais n'aura pas le droit de lancer un appel d'offres et de choisir le vainqueur.
- Les affaires en cours, qui sont presque terminées; ou du moins, bien avancées.
- Les affaires urgentes, qui doivent être impérativement traitées sous peine de léser la population, l'État, ainsi que l'économie nationale et la vie sociale du pays face à de graves difficultés.

## Situation dans quelques pays

### Autriche
Si le chancelier demande à être relevé de ses fonctions, le président fédéral confie l’intérim à un ministre. Si le gouvernement fédéral démissionne ou est renversé par une motion de censure, le président fédéral nomme tout ministre comme chancelier à la tête d'un gouvernement fédéral provisoire, dont les membres sont les ministres sortants.

### Belgique
Un gouvernement d'affaires courantes désigne le gouvernement sortant. Il exerce le pouvoir, de façon réduite, avec des compétences limitées. Ce cas peut se produire dans plusieurs situations : lorsque le gouvernement a perdu la confiance de la chambre des représentants, lorsque les chambres du Parlement fédéral belge sont dissoutes, lorsque le gouvernement est démissionnaire ou dans l’attente d’un nouveau gouvernement après des élections. Ce variant de gouvernement est donc souvent un type de gouvernement intérimaire.
Selon le Livre Guinness des records, la Belgique détient le record mondial de la durée sans gouvernement : 541 jours en 2010 et 2011.

### Espagne
Le mandat du président du gouvernement prend fin le jour de la tenue des élections législatives, en cas de décès, de démission, de vote d'une motion de censure ou de rejet d'une question de confiance. Sauf en cas de décès, il assure la gestion des affaires courantes jusqu'à l'investiture de son successeur. En cas de censure, il reste en fonction jusqu'à l'assermentation du président du gouvernement issu de la motion de censure constructive. Il est alors dit « en fonction » (en funciones).

### France

#### Gouvernement
Les Troisième et Quatrième républiques sont caractérisées par une forte instabilité gouvernementale, et par de longues crises ministérielles : entre 1945 et 1958, la France n’a pas eu de gouvernement pendant une durée cumulée d’une année. Durant les périodes de crises, les gouvernements « expédient les affaires courantes »,. Cette notion juridique était inscrite à l'article 52 de la Constitution du 27 octobre 1946 : « en cas de dissolution [de l'Assemblée Nationale], le Cabinet, à l’exception du président du Conseil et du ministre de l’intérieur, reste en fonction pour expédier les affaires courantes. Le président de la République désigne le président de l'Assemblée nationale comme président du Conseil. Celui-ci désigne le nouveau ministre de l'intérieur en accord avec le bureau de l'Assemblée nationale ». Après la révision de 1954, l’article 52 est ainsi rédigé : « En cas de dissolution, le Cabinet reste en fonction. - Toutefois, si la dissolution a été précédée de l'adoption d'une motion de censure, le président de la République nomme le président de l'Assemblée nationale président du conseil et ministre de l'intérieur.  ».

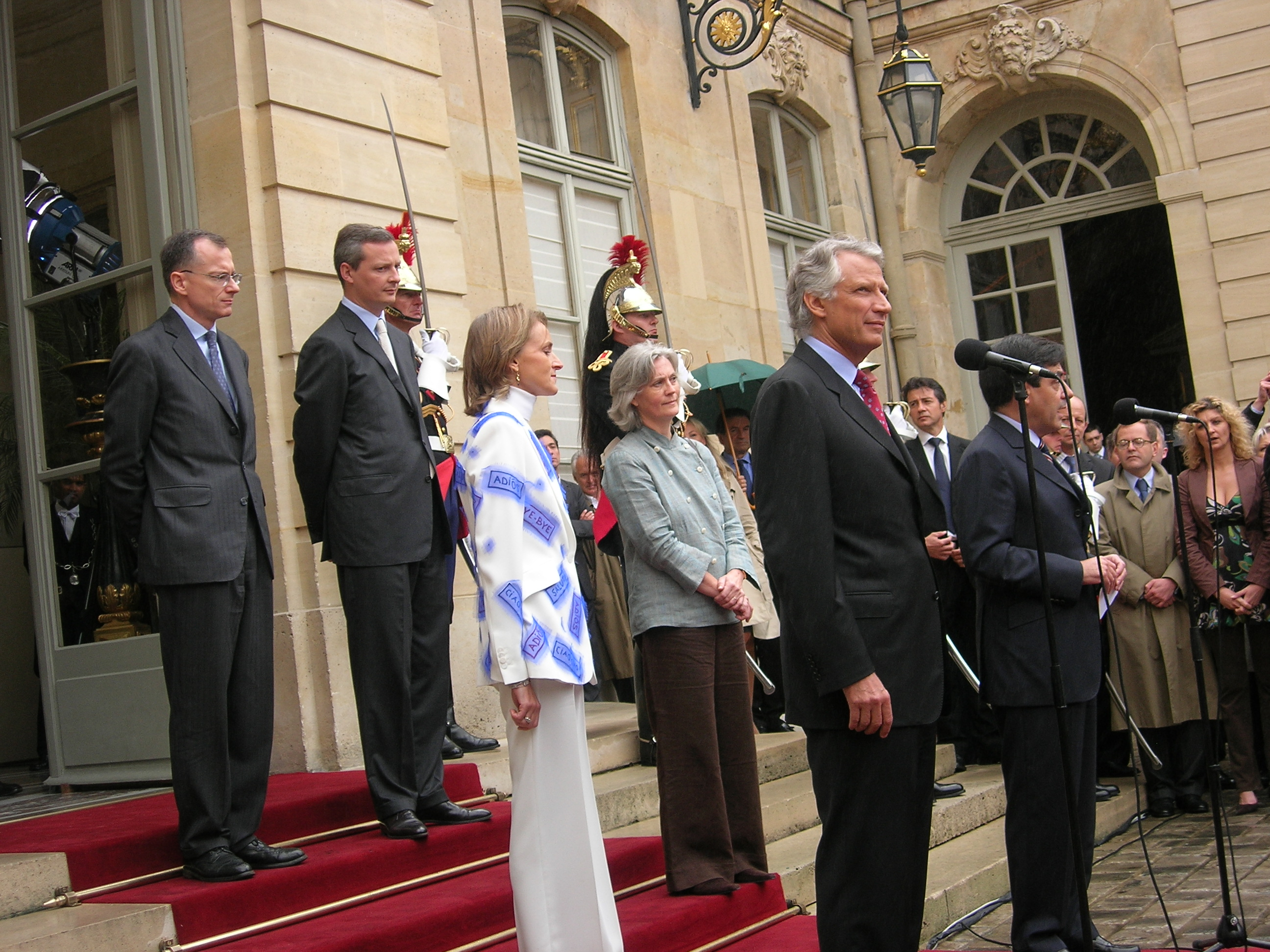
Passation de pouvoir de Dominique de Villepin, dont la démission du le gouvernement est acceptée le 15 mai 2007 à François Fillon, dont le gouvernement est nommé le 18 mai 2007-.

L’usage depuis la Troisième République, et toujours en vigueur sous la Cinquième est qu’après une élection présidentielle, le Premier ministre présente la démission de son Gouvernement au Président nouvellement élu (ou plus rarement au Chef d'Etat sortant). Le Premier ministre d’un gouvernement démissionnaire est alors chargé d’expédier les « affaires courantes ».
L'expédition des affaires courantes se limite aux mesures permettant d'assurer le fonctionnement régulier de l’administration et la continuité des services publics (organisation des services, paiement de dépenses engagées notamment). Le gouvernement peut prendre des décrets, des arrêtés et des circulaires pour mettre en application des lois déjà votées. En ce qui concerne le processus législatif :  sous la IVe République, neuf des quatorze lois votées en affaires courantes visaient à éviter la cessation des paiements ; sous la Ve, l’unique cas est le projet de loi spéciale permettant de percevoir les impôts en 2025, présenté en Conseil des ministres après la motion de censure visant le Gouvernement Michel Barnier,.
Selon la loi organique, le fait que le Gouvernement soit démissionnaire permet de lever l’incompatibilité institué dans l’article 23 de la Constitution entre le mandat de député et les fonctions de membre du Gouvernement. Toutefois, l’interprétation de cette loi ne fait pas consensus.
La justice administrative limite ce pouvoir depuis un arrêt du Conseil d'État en 1952, qui annule un décret qui « ne peut être regardé comme une affaire courante »,. Ainsi la jurisprudence définit ses affaires dans un double sens : les décisions d’administration quotidienne et les décisions urgentes.
Le Conseil d’État a jugé le 19 octobre 1962 que « selon un principe traditionnel du droit public, le Gouvernement démissionnaire garde compétence, jusqu'à ce que le Président de la République ait pourvu par une décision officielle à son remplacement, pour procéder à l'expédition des affaires courantes ».
En 2024, un rapport parlementaire propose de renforcer le contrôle parlementaire du gouvernement démissionnaire. Par exemple, sans changement dans le droit, le gouvernement pourrait initier un débat en application de l’article 50-1 de la Constitution pour les décisions importantes, ou bien les questions d'actualité au gouvernement pourraient se tenir.

#### Assemblée nationale
En cas de dissolution de l’Assemblée nationale, le Président et les questeurs assument les pouvoirs d’administration générale du Bureau jusqu’à l’entrée en fonctions de la nouvelle législature.

#### Collectivité territoriale
En cas de dissolution de l'assemblée délibérante d'une collectivité territoriale autre qu'une commune, de démission de tous ses membres en exercice ou d'annulation devenue définitive de l'élection de tous ses membres, son président est chargé de l'expédition des affaires courantes,,,,,,. En cas de dissolution du conseil municipal d'une commune ou de démission de tous ses membres en exercice, ou en cas d'annulation devenue définitive de l'élection de tous ses membres, ou lorsque le conseil municipal ne peut être constitué, une délégation spéciale est chargée des « actes de pure administration conservatoire et urgente ».

### Hongrie
Lorsque le mandat du Premier ministre s'achève pour cause de démission, de refus de confiance ou d'ouverture d'une nouvelle législature, le Premier ministre sortant expédie les affaires courantes jusqu'à l'élection de son successeur. Il ne peut modifier la composition de son gouvernement et son pouvoir réglementaire est restreint aux seules nécessités d'urgence. Cependant, s'il est décédé, a perdu son droit de vote ou s'est vu frapper d'une incompatibilité, le ministre qu'il a désigné, ou le premier d'entre eux s'ils sont plusieurs dans ce cas, exerce, avec les restrictions précédemment évoquées, ses fonctions jusqu'à l'élection d'un nouveau Premier ministre.

### Pays-Bas
Aux Pays-Bas, on parle de Gouvernement démissionnaire (en).

### Pologne
Le mandat du président du Conseil des ministres prend fin par décès ou démission. Il continue d'expédier les affaires courantes jusqu'à la formation d'un nouveau cabinet.

### Portugal
Suivant la constitution portugaise, le gouvernement doit se limiter à « assurer la gestion des affaires publiques » avant le vote de son programme par l'Assemblée de la République ou après sa démission.

### Union européenne
En cas de censure de la Commission par le Parlement, les membres de la Commission doivent démissionner collectivement de leurs fonctions et le haut représentant de l'Union pour les affaires étrangères et la politique de sécurité doit démissionner des fonctions qu’il exerce au sein de la Commission. Dans ce cas, les membres de la Commission restent en fonction et continuent à expédier les affaires courantes jusqu’à leur remplacement.